# 肉叶鞘蕊花
肉叶鞘蕊花（学名：Coleus carnosifolius）为唇形科鞘蕊花属下的一个种。